# Josep Garcia i Oliver
Josep Garcia i Oliver (Mataró, 1 de setembre de 1834 – 27 de setembre de 1883) fou un industrial i polític català.

## Biografia
Orfe de ben petit, viatjà per Anglaterra i França el 1854 i el 1868 per tal d'aprendre innovacions tecnològiques. El 1854 va fundar la Societat d'Amics de la Instrucció de Mataró, que esdevindria l'Ateneu Mataronès. Començà a treballar en una fàbrica de paper i el 1863 fou un dels fundadors de la Caixa d'Estalvis de Mataró, amb finalitats assistencials. Després de la revolució de 1868, formà part d'una coalició monàrquica liberal amb la qual fou elegit regidor de l'Ajuntament de Mataró, i fou alcalde de 1870 a 1872. Durant el sexenni democràtic, fou cap del Cercle Liberal de Mataró i fundà el diari la Voz de Iluro. Després del cop d'estat del general Pavía el 1874, fou nomenat alcalde provisional, i el 1877, regidor d'educació. També va escriure diversos fullets polítics en castellà. El 1876 fundà una fàbrica de lones i teixits amb el seu oncle, Oliver y Cía., i el 1880 en crearen una altra de productes químics. El 1881 va morir el seu oncle i ell sol va dirigir totes les fàbriques. A les eleccions generals espanyoles de 1881 fou elegit diputat per Mataró pel Partit Liberal Fusionista. No va intervenir gaire al Congrés i va morir dos anys després.